# Wushu na Igrzyskach Azjatyckich 2014
Wushu na Igrzyskach Azjatyckich 2014 odbywało się w Ganghwa Dolmens Gymnasium w Inczon w dniach 25–26 września 2014 roku. Stu dziewięćdziesięciu zawodników obojga płci rywalizowało w piętnastu konkurencjach.

## Podsumowanie

### Klasyfikacja medalowa
| Klasyfikacja medalowa | Klasyfikacja medalowa | Klasyfikacja medalowa | Klasyfikacja medalowa | Klasyfikacja medalowa | Klasyfikacja medalowa |
| Miejsce               | państwo               | Złoto                 | Srebro                | Brąz                  | Razem                 |
| --------------------- | --------------------- | --------------------- | --------------------- | --------------------- | --------------------- |
| 1                     | Chiny                 | 10                    | 1                     | 1                     | 12                    |
| 2                     | Korea Południowa      | 2                     | 2                     | 3                     | 7                     |
| 3                     | Iran                  | 1                     | 2                     | 1                     | 4                     |
| 4                     | Wietnam               | 1                     | 1                     | 4                     | 6                     |
| 5                     | Indonezja             | 1                     | 1                     | 1                     | 3                     |
| 6                     | Makau                 | 0                     | 3                     | 0                     | 3                     |
| 7                     | Filipiny              | 0                     | 2                     | 1                     | 3                     |
| 8                     | Chińskie Tajpej       | 0                     | 1                     | 1                     | 2                     |
| =                     | Kazachstan            | 0                     | 1                     | 1                     | 2                     |
| 10                    | Hongkong              | 0                     | 1                     | 0                     | 1                     |
| 11                    | Indie                 | 0                     | 0                     | 2                     | 2                     |
| =                     | Japonia               | 0                     | 0                     | 2                     | 2                     |
| =                     | Turkmenistan          | 0                     | 0                     | 2                     | 2                     |
| 14                    | Laos                  | 0                     | 0                     | 1                     | 1                     |
| =                     | Pakistan              | 0                     | 0                     | 1                     | 1                     |
| =                     | Singapur              | 0                     | 0                     | 1                     | 1                     |
| Razem                 | Razem                 | 15                    | 15                    | 22                    | 52                    |

### Medaliści
Mężczyźni
| Konkurencja           | 1. miejsce           | 2. miejsce         | 3. miejsce                        |
| Taolu                 | Taolu                | Taolu              | Taolu                             |
| --------------------- | -------------------- | ------------------ | --------------------------------- |
| Changquan             | Lee Ha-sung          | Jia Rui            | Daisuke Ichikizaki                |
| Nanquan / Nangun      | Wang Di              | Huang Junhua       | Hsu Kai-kuei                      |
| Taijiquan / Taijijian | Chen Zhouli          | Daniel Parantac    | Nguyễn Thanh Tùng                 |
| Daoshu / Gunshu       | Sun Peiyuan          | Lee Yong-hyun      | Nguyễn Mạnh Quyền                 |
| Sanda                 |                      |                    |                                   |
| 56 kg                 | Zhao Fuxiang         | Bùi Trường Giang   | Francisco Solis Khamla Soukaphone |
| 60 kg                 | Kong Hongxing        | Jean Claude Saclag | Narender Grewal Kang Yeong-sik    |
| 65 kg                 | Mohsen Mohammadseifi | Rishat Livensho    | Salaheddin Bayramov Chen Hongxing |
| 70 kg                 | Zhang Kun            | Yoo Sang-hoon      | Sajjad Abbasi Maratab Ali Shah    |
| 75 kg                 | Kim Myeong-jin       | Hamid Reza Ladvar  | Nursultan Tursynkulov Ngô Văn Sỹ  |

Kobiety
| Konkurencja           | 1. miejsce        | 2. miejsce        | 3. miejsce                   |
| Taolu                 | Taolu             | Taolu             | Taolu                        |
| --------------------- | ----------------- | ----------------- | ---------------------------- |
| Changquan             | Kan Wencong       | Geng Xiaoling     | Tan Yanni                    |
| Nanquan / Nandao      | Juwita Niza Wasni | Wei Hong          | Ivana Ardelia Irmanto        |
| Taijiquan / Taijijian | Yu Mengmeng       | Lindswell Kwok    | Ai Uchida                    |
| Jianshu / Qiangshu    | Dương Thúy Vi     | Li Yi             | Seo Hee-ju                   |
| Sanda                 |                   |                   |                              |
| 52 kg                 | Zhang Luan        | Elaheh Mansourian | Kim Hye-bin Y. Sanathoi Devi |
| 60 kg                 | Wang Cong         | Kao Yu-chuan      | Tân Thị Ly Jennet Aynazarova |